# Peroksiocetna kislina/Varnostni list
Peroksiocetna kislina - varnostni list.

## Identifikacija snovi ali pripravka
Trgovsko ime pripravka
- P3-Oxonia aktiv (1- 5 %); K: vodikov peroksid (15- 30 %), organske kisline (fosfonat) (5- 15 %); HEE
- P3-Oxonia aktiv 150 (min. 15 %); K: vodikov peroksid, ocetna kislina; HEE
- Zlatin Peroks (4 %); K: vodikov peroksid (26 %); HEE
- Zlatolab Dial/Peresal (4 %); K: vodikov peroksid (26 %); HEE
- Zlatol/San (ca. 15 %); K: vodikov peroksid, ocetna kislina; HEE

## Uporaba snovi ali pripravka
Snov se uporablja za dezinfekcijo. Prednost peroksiocetne kisline je v tem, da ima širok spekter aktivnosti, saj uniči spore, mikroorganizmi pa ne razvijejo rezistence. Varna je za okolje (razpade namreč v ogljikov dioksid in vodo, kisik), dobro se spere, se ne peni in je poceni. Paziti moramo, da ne pride v stik s kožo, ker je toksična in korozivna za mehke kovine in nekatero plastiko. Uporablja se lahko tudi pri čiščenju kalilnika kaktusov, kjer se kalilnik za vsak slučaj namoči za 20 minut v Persan (peroksiocetna kislina), da se uničijo preostale spore plesni in morebitne trdožive bakterije. Po obdelavi s peroksiocetno kislino kalilnika ni potrebno sprati, ker peroksiocetna kislin razpade sama, vendar je pametno, da se dezinfekcijo izvaja v digestoriju ali pa se uporabi ustrezno zaščito, saj so plini, ki nastanejo pri razpadanju, zelo strupeni. Peroksiocetna kislina se uporablja tudi za beljenje perila pri pranju.

## Ugotovitve o nevarnih lastnostih
Napotki za nevarnost: Pri požaru lahko nastanejo dražilni, jedki in/ali strupeni plini.

## Ukrepi za prvo pomoč
Splošno
Premaknite ponesrečenca na sveži zrak. Nudite umetno dihanje, če ponesrečenec ne diha. Uporabite kisik, če je dihanje oteženo. Odstranite in izolirajte kontaminirano obleko in obutev. Poškodovanca pokrijte in pustite počivati. Poskrbite, da je medicinsko osebje seznanjeno z nevarnostjo in zagotovite uporabo ustrezne varovalne opreme.
Vdihovanje
Vdihovanje prahu je strupeno.
Zaužitje
Strupeno pri zaužitju.
Stik s kožo in očmi
V primeru stika s snovjo takoj izpirajte kožo ali oči s tekočo vodo najmanj 20 minut, saj stik s snovjo lahko povzroči hude opekline kože in oči.

## Ukrepi ob požaru:
Posebne nevarnosti
Pri požaru ali eksploziji pospešuje gorenje, če pride v stik s plamenom. Lahko eksplodira zaradi segrevanja ali onesnaženja. Snov lahko gori intenzivno. Snov reagira eksplozivno z ogljikovodik (gorivi). Lahko povzroči vžig gorljivih snovi (les, papir, olje, oblačila itd.). Kontejner lahko eksplodira pri segrevanju. Iztekanje lahko povzroči požar ali eksplozijo.
Primerna sredstva za gašenje
Ne uporabljajte prahu, CO2, halonov ali pene, temveč uporabljajte le vodo. Področje požara zalijte z velikimi količinami vode. Gasite z velike oddaljenosti, pri tem uporabljajte vodne topove.
Posebna zaščitna oprema za gasilce
Uporabite izolirni dihalni aparat (IDA). Nosite kemijsko zaščitno obleko. Gasilska zaščitna obleka je priporočljiva samo v primeru požara; ta je neučinkovita v drugih situacijah.

## Ukrepi ob nezgodnih izpustih
Previdnostni ukrepi, ki se nanašajo na ljudi
Izolirajte področje razsutja ali iztekanja takoj 50 m v vseh smereh. Ljudi evakuirajte v razdalji 100 m v vseh smereh. Odstranite vnetljive snovi (les, papir, olje, itd.) od razsute snovi. Ne dotikajte se kontejnerja ali razsute snovi, če nimate oblečene ustrezne zaščitne obleke. Zaustavite iztekanje, če je to brez nevarnosti. Ne pustite blizu nepooblaščenih oseb. Ostanite v zavetrju. Ne zadržujte se v nižjih predelih. Prezračite zaprte prostore pred vstopom. Če gori železniški vagon, cisterna ali priklopnik, izolirajte 800 m v vseh smereh; prav tako evakuirajte ljudi v polmeru 800 m in izvedite ukrepe varovanja ter reševanja. 
Ekološki zaščitni ukrepi
V primeru manjšega razsutja prahu snov poberite s čisto lopato v čist in suh zbiralnik in pokrijte ter odstranite zbiralnik z območja razsutja. V primeru večjega razutja pa zajezite razsutje za kasnejšo oskrbo in odstranjevanje.

## Ravnanje z nevarno snovjo/pripravkom in skladiščenje
Ravnanje
Skladiščenje

## Nadzor nad izpostavljenostjo/varnost in zdravje pri delu
Pri delu s to snovjo je potrebno imeti oblečeno ustrezno zaščitno obleko.

## Obstojnost in reaktivnost
Razkrojni produkti se hitro in popolnoma razgradijo.

## Toksikološki podatki
Oksidativno in jedko.

## Ekotoksikološki podatki
Okolju nevarno.

## Transportni podatki
Transportni razred: 5.2

## Zakonsko predpisani podatki o predpisih
Pravne in fizične osebe, ki izpolnjujejo pogoje po tem zakonu za proizvodnjo, skladiščenje ali opravljanje prometa s kemikalijami in vsi, ki jih uporabljajo ali z njimi ravnajo, morajo zagotavljati kemijsko varnost.

## Druge informacije
Simptomi zastrupitve in njen potek
Ugotovitve pri poskusih z živalmi: naježena dlaka, težko in hlasteče dihanje, krči, driska.
Opis primerov bolezni pri ljudeh
V stiku s kožo povzroča nekrozo, draži dihalne poti - nevarnost pljučnega edema. Lahko poškoduje roženico. Simptomi: utrujenost, bruhanje, kašelj, oteženo dihanje, diarea, cirkulatorni kolaps, odpoved ledvic in smrt.
Terapevtski ukrepi
Takojšnji ukrepi: dekontaminacija. Po zaužitvi popijemo pri pripravku P3-Oxonia aktiv večjo količino vode. Ne povzročamo bruhanja. Poiščemo zdravniško pomoč. Ni specifičnega antidota. Pare močno dražijo oči in dihalne poti.